# Джерба (язык)
Дже́рба (также джерби, гелили, тамазигхт, шильх) — идиом северноберберской ветви берберо-ливийских языков, рассматриваемый или как самостоятельный язык, или как диалект языка нефуса. Распространён в южных районах принадлежащего Тунису острова Джерба в Средиземном море (большинство жителей города Геллала и небольшие группы берберов в Седуйкеше, Аджиме и некоторых других населённых пунктах). Наиболее близок к диалекту зуара (окрестности города Зуара в муниципалитете Эн-Нугат-эль-Хумс на побережье Средиземного моря, северо-западная Ливия) и к диалектам округа Матмата — тамезрету, тауджуту и зрауа (вилайет Габес, центральный Тунис), которые все вместе часто рассматриваются как диалекты языка нефуса или иногда как отдельные языки. 
В прошлом на еврейско-берберских диалектах, основой которых был джерба, говорило еврейское население острова, в середине XX века подавляющее большинство евреев репатриировалось в Израиль, в настоящее время разговорным языком оставшейся немногочисленной еврейской общины является арабский.

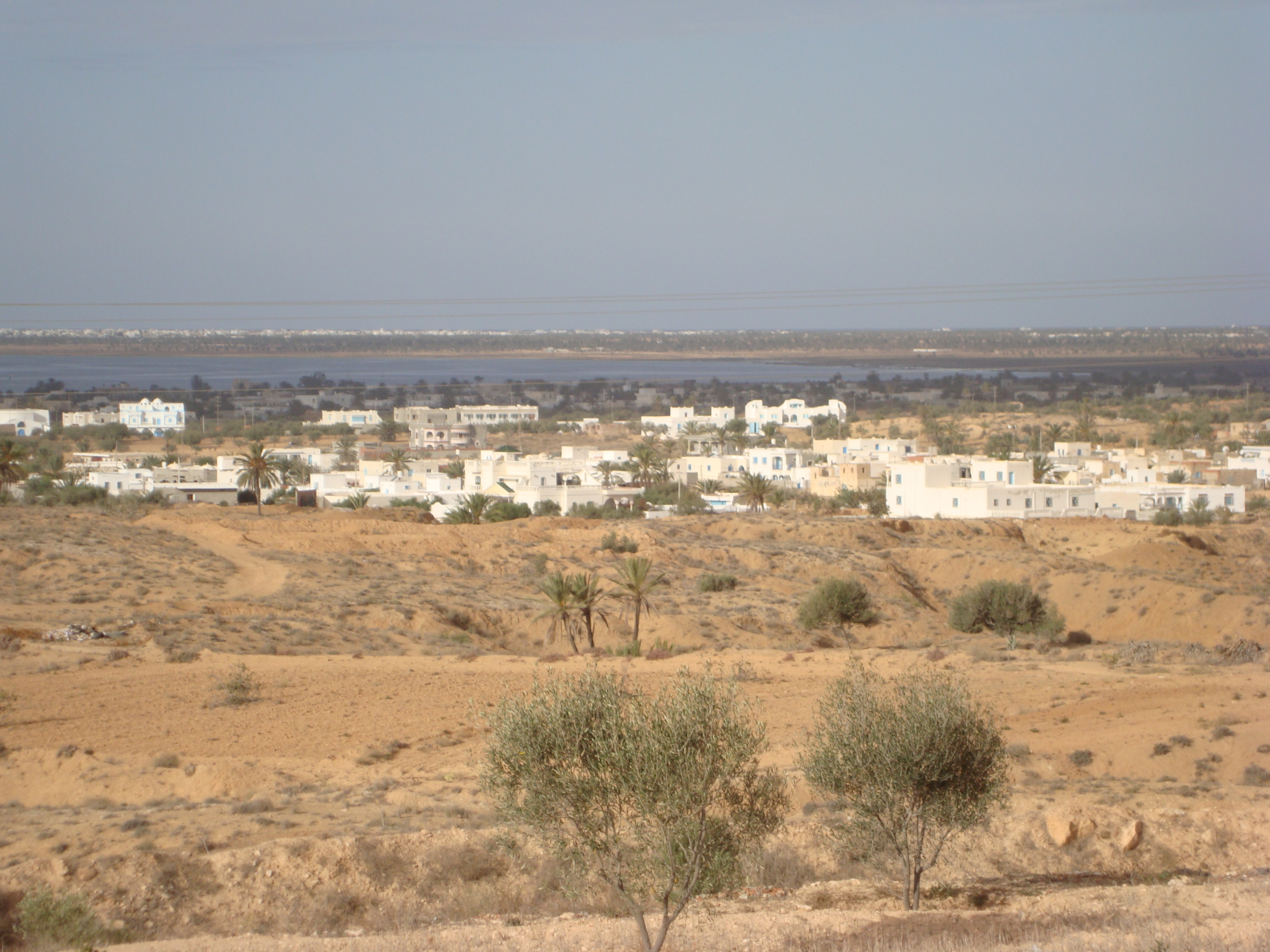
Геллала, единственный почти полностью бербероязычный город на юге острова Джерба

Арабы называют язык берберов — шильх (шильха), самоназвание — тамазигхт. Число говорящих около 10 тыс. чел. (1995), вместе с другими берберами Туниса — около 26 тыс. чел (1998). Носители языка джерба двуязычны, большинство из них также говорит на арабском. Число говорящих на джерба в ситуации доминирования во всех сферах жизни арабского языка постоянно сокращается.
В классификации, опубликованной в справочнике языков «Ethnologue», джерба входит (вместе с зуара и тамезрет) в состав диалектов языка нефуса восточнозенетской подгруппы зенетской группы языков. Согласно классификации афразийских языков британского лингвиста Роджера Бленча (Roger Blench) восточнозенетские диалекты зуара, тамезрет, тауджут, зрауа, нефуса, вымершие сенед и тмагурт образуют вместе с джерба диалектный пучок. В работе С. А. Бурлак и С. А. Старостина «Сравнительно-историческое языкознание» джерба вместе с зуара в составе восточнозенетских языков приводятся отдельно от нефуса.